# Ninomiya (Kanagawa)
Ninomiya (二宮町?) è una cittadina giapponese della prefettura di Kanagawa.